# Баландін Олександр Володимирович
Олекса́ндр Володи́мирович Бала́ндін — український рукоборець, майстер спорту України міжнародного класу, тренер збірної команди Донецької області з армспорту, колаборант з рф (з 2022 року).

## З життєпису
З 2006 року — президент Донецької обласної федерації армспорту.
Станом на травень 2014 року працював у місті Маріуполь на металургійному заводі, оператор машин безперервного лиття заготовок конвертерного цеху.

## Спортивні досягнення
- 10-ти разовий чемпіон України;
- 3-разовий чемпіон Європи;
- багаторазовий призер чемпіонатів світу;
- переможець кубка світу серед професіоналів іта різних міжнародних турнірів,
- в травні 2014 року у Баку на 24-у Чемпіонаті Європи з армреслінгу здобув срібну нагороду, вагова категорія до 60 кг.
- у червні 2015 року в місті Софія (Болгарія) здобув титул чемпіона у ваговій категорії до 60 кг, змагання на лівій руці.

## Політична діяльність
2020 — 2022 роки — депутат Маріупольської міської ради від Партії Шарія.
З 2022 року співпрацює з окупаційною владою у захопленому росіянами Маріуполі, де є "начальником" так званої "адміністрації спорту".